# Ben-Tō
Ben-Tō (ベン・トー?, Ben-Tō) è una serie di light novel giapponese scritta da Asaura e illustrata da Kaito Shibano. Il primo volume è stato pubblicato nel febbraio 2008. Dalla light novel i due autori hanno prodotto due adattamenti manga, Ben-Tō Zero: Road to Witch e Ben-Tō Another: Ripper's Night. Nel 2011 lo studio di animazione David Production ha prodotto un adattamento anime, una serie televisiva di 12 episodi trasmessi da ottobre a dicembre dello stesso anno su Animax, AT-X e altre reti.

## Trama
Il protagonista è un adolescente di nome Yō Satō. Un giorno in un supermercato vede una confezione bentō (del cibo cucinato e confezionato) a metà prezzo. Nel momento in cui ci si avvicina, improvvisamente sviene e cade a terra privo di sensi. Quando riprende coscienza si accorge che nel supermercato si è scatenata una feroce battaglia in cui non ci sono limiti: infatti non è l'unico che vuole accaparrarsi il bento a metà prezzo.
Il giorno dopo a scuola fa conoscenza con una ragazzina molto strana con gli occhiali di nome Hana Oshiroi, della quale diventa subito amico. Sempre a scuola incontra altre due ragazze: la prima è Sen Yarizui, chiamata La Strega di Ghiaccio, con i capelli corti color argento, e Ume Shiraume, una mora, che diventa subito rappresentante di classe e di istituto, con una vera ossessione per Hana e con un odio profondo per Satō, che non fa altro che picchiare per tutta la storia.
Quella sera Yō e Hana si dirigono al supermercato per comperare un bento, ma vengono picchiati da altri ragazzi che volevano accaparrarsi i bento a metà prezzo. Il giorno successivo Yō e Hana vengono avvicinati da Sen, che gli propone con la forza di unirsi al Club del Metà Prezzo, dove gli insegna le regole per riuscire a prendere i bento.
In tutti i negozi della città, dopo una certa ora i negozianti vendono i bento rimasti loro a metà prezzo: alcuni addetti, chiamati dai ragazzi gli Dei del Metà Prezzo, appiccicano degli adesivi sulle scatole di bento, e quando questi si ritirano tutti i ragazzi si lanciano sulle scatole, picchiandosi per riuscire a prendere una scatola. I contendenti si dividono in due categorie principali: i Dogs, cioè i pivelli e i Wolves, cioè i combattenti migliori. Secondo le regole inoltre non si può prendere i bento prima che il Dio sia andato e chi già possiede un bento non può essere attaccato.
Colui che non rispetta le regole e agisce per esempio prima che il dio del metà prezzo abbia finito di appiccicare gli adesivi, viene soprannominato Pig.
Sen è una delle migliori wolf, ma ce ne sono altri, che possiedono dei soprannomi: Monaco, Brunetta, Pizzetto, Mago, Bellezza del Lago, Monarca, Vagabonda...
Nelle varie puntate Sen, detta la Strega, e Yō, detto poi il Pervertito, lottano contro numerosi avversari per riuscire a ottenere il loro bento giornaliero a metà prezzo.

## Personaggi

Asebi (in basso), le gemelle Kyō (a sinistra), Ayame, Yō, Sen e Hana (al centro), Ume, e Yū (a destra)

Yō Satō (佐藤 洋?, Satō Yō)
Doppiato da: Hiro Shimono
Il protagonista, un ragazzo del primo anno di liceo, che si ritrova a dover combattere per i bento a metà prezzo, perché non ha abbastanza soldi per comperarne uno a prezzo intero, e non è in grado di cucinare. Gli piace molto giocare ai videogiochi retrò, soprattutto a quelli del Sega Saturn. Inizialmente non è in grado di combattere per ottenere i bento, ma successivamente migliora tantissimo, dimostrando una grande forza e abilità nel combattimento. A causa di una serie di particolari eventi, che lo vedono andare in giro in mutande, gli viene affibbiato il soprannome di Hentai (変態?), che in giapponese significa Pervertito. Questo nome gli calza a pennello, nonostante a lui non piaccia, in quanto la sua camere è piena di riviste porno, dategli da un compagno di classe chiamato Uchimoto, e si capisce che leggeva quel genere di riviste sin da quando era abbastanza piccolo. Inoltre fantastica spesso riguardo alle ragazze, soprattutto riguardo a Sen, con cui sembra vorrebbe stare assieme, e a cui dimostra una grande devozione. Nonostante tutto è un ragazzo intelligente, in grado di risolvere diversi problemi, e quando non sa cosa fare chiede aiuto a qualcun altro, di solito Sen. La maggior parte dei personaggi femminili sembra aver sviluppato dei sentimenti per lui (Ayame, Hana, la gemella Sawagi più grande, Asebi e persino Sen), anche se in modo un po' comico (come Hana o Asebi). Secondo il suo compagno di classe pervertito Uchimoto, Yō avrebbe una relazione sadomaso con la sua rappresentante di classe, Ume, ma in realtà lei lo picchia perché è gelosa di Hana, per cui ha una cotta, che Yō frequenta spesso, soprattutto nelle battaglie per il bento.
Sen Yarizui (枪 水 仙?, Yarizui Sen)
Doppiata da: Mariya Ise
Una studentessa del secondo anno che è l'attuale presidente (e inizialmente l'unico membro rimasto) del Club del Metà Prezzo. È uno dei wolves più forti dell'ovest, tanto da essere conosciuta come la Strega di Ghiaccio (氷結の魔女?, Hyōketsu no majo). Il suo titolo deriva dal fatto che ha quasi accidentalmente comprato un chuhai chiamato Freezing (氷結?, Hyōketsu, lett. "Congelamento") perché le piaceva il design e pensa che fosse una bevanda normale e non alcolica. Pur essendo solitamente calma, è molto innocente e non sa molto al di fuori delle risse per il bento e a volte può essere piuttosto maldestra. Può anche essere molto testarda, soprattutto quando si tratta della sfida di un altro wolf. Sen, tuttavia, ha un buon cuore, preferisce non giudicare le persone dalle apparenza e non serba rancore. Non sembra avere alcuna antipatia, a parte gli attaccabrighe che non seguono le regole e i ragazzi che ignorano le ragazze ferite a livello sentimentale. Nonostante Yō abbia molte fantasie su Sen, sembra ignorare questo particolare lato di lui. Tuttavia, si preoccupa del suo benessere e spesso condivide il bento con lui, lasciando intendere che potrebbe piacerle.
Ayame Shaga (著 莪 あやめ?)
Doppiata da: Emiri Kato
Cugina per metà italiana di Yō. Come quest'ultimo, è un'appassionata di videogiochi e si diverte a flirtare con lui e occasionalmente con Hana. È anche una wolf conosciuta come la Bellezza del Lago (湖の麗人?, Mizuumi no reijin), chiamata così dopo aver mangiato un bento su una panchina in un parco chiamato Lake Park e aver finito per addormentarsi lì. È nota per l'uso delle bacchette in battaglia. La sua personalità varia a seconda del suo stato d'animo; normalmente è molto estroversa e ama giocare con Yō, ma se viene ferita diventa molto sensibile e dura nei confronti di lui e di Sen, preferendo di gran lunga che Yō mangi con lei o che rimanga da solo in quel momento. Va spesso in cerca di altri wolves e di solito frequenta Yō e Sen, con cui condivide un'amichevole rivalità.
Hana Oshiroi (白粉 花?)
Doppiata da: Aoi Yūki
Una ragazza facilmente eccitabile che si unisce al Club del Metà Prezzo. Il suo hobby è scrivere romanzi erotici yaoi, i cui personaggi sono ispirati ad altri wolves. Non essendo affatto un tipo da combattimento, Hana di solito ricorre a passare furtivamente davanti agli altri wolves, mentre stanno combattendo, per prendere un bento per sé, cosa che funziona la maggior parte delle volte. In passato, la gente la maltrattava e si arrabbiava se li toccava, dicendo che aveva dei germi e che li avrebbe infettati, finché non ha iniziato a scusarsi freneticamente con chiunque toccasse e a cercare di pulirlo dopo la "contaminazione". Da quando ha conosciuto Sen e Yō, questo comportamento è gradualmente cambiato e alla fine non si è più verificato.
Ume Shiraume (白梅 梅?, Shiraume Ume)
Doppiata da: Ai Kayano
La presidente del consiglio studentesco della scuola di Yō nonché rappresentante della classe di quest'ultimo, che ha un'ossessione perversa per Hana e di solito picchia Yō per gelosia, nonostante sia anche incline a flirtare con altre ragazze come Ayame. Spesso chiede se è giusto che si irriti o colpisce una persona subito dopo averlo fatto.
Yū Kaneshiro (金城 優?, Kaneshiro Yū)
Doppiato da: Mamoru Miyano
Studente del terzo anno e wolf veterano conosciuto come il Mago (ウィザード?, Wizādo). Un anno prima degli eventi della serie, era il presidente del Club del Metà Prezzo e ha insegnato personalmente a Sen le regole della rissa per il bento.
Asebi Inoue (井ノ上 あせび?, Inoue Asebi)
Doppiata da: Ayana Taketatsu
Una compagna di scuola di Ayame che fa parte del club di gioco della loro scuola. È maledetta da un'estrema sfortuna che si diffonde a chiunque tocchi (di solito Yō), anche se è ignara della sua maledizione e ha una personalità allegra e infantile. Ha sempre il raffreddore, perciò la si vede spesso indossare sciarpa e berretto. Si lascia intendere che possa provare qualcosa per Yō, preparandogli dei biscotti e un bento (con risultati sfortunati).
Ren Nikaidou (二階堂 連?, Nikaidō Ren)
Doppiato da: Kazuyuki Okitsu
Un wolf che un tempo era a capo di un gruppo noto come Gabriel Ratchet. Dopo una forte dimostrazione di Yō, lo ha dichiarato suo rivale, anche se ha molti problemi a frequentarlo, soprattutto a causa dell'incidente in cui Yō ha ricevuto il soprannome di Pervertito che lui stesso ha contribuito a diffondere. Nonostante non voglia avere nulla a che fare con Yō, è in qualche modo simile a lui per personalità e preferenze; ha una cotta per Matsuba (come Yō per Sen) e spesso arrossisce ogni volta che gli si presenta una situazione imbarazzante (proprio come Yō quando inizia a fantasticare). Si associa spesso ad Ayame perché sono della stessa zona e di solito lavora con lei per raccogliere informazioni sugli altri wolves. Nonostante sia un wolf degno di nota, non ha ancora ottenuto un vero e proprio soprannome.
Kyō Sawagi (沢桔 梗?, Sawagi Kyō) e Kyō Sawagi (沢桔 鏡?, Sawagi Kyō)
Doppiate da: Yukari Tamura e Yui Horie
Una coppia di sorelle gemelle che sono rispettivamente presidente e vicepresidente del consiglio studentesco della scuola di Ayame. I loro nomi sembrano identici, ma si scrivono con kanji diversi: la gemella maggiore si chiama con il kanji di "campanula", mentre la gemella minore si chiama con il kanji di "specchio". Insieme, formano una temibile combriccola di vento nota come Orthrus (オルトロス?, Orutorosu), che usa i cestini della spesa per sommergere gli avversari di oscurità e picchiarli così duramente da non ricordare chi li ha attaccati. Prima dell'inizio della storia, sono state ispirate a diventare combattenti per il bento dopo averne assistito a uno scontro dedicato in giovane età e sono diventate due delle più forti combattenti in circolazione fino a quando un manipolatore conosciuto come il Bastone di Hercules ha fatto un accordo con gli altri wolves locali per lasciarle semplicemente passare, togliendo così il divertimento di prendere parte alle risse. A causa di ciò, persero la voglia di continuare fino a tre anni dopo, dopo aver cercato di incontrare Sen in ospedale, ma invano, dato che trovarono Yō al suo posto. Dopo una serie di eventi, sarà lo stesso Yō a far tornare loro la voglia di disputare degli incontri per aggiudicarsi un bento.
Pizzetto (顎鬚?, Ago hige)
Doppiato da: Tomoyuki Higuchi
Pizzetto è uno degli wolves che si vede spesso in compagnia di Brunetta e Monaco, che partecipa attivamente alla risse per il bento.
Monaco (坊主?, Bōzu)
Doppiato da: Ryokichi Takahashi
Monaco è un altro wolves che partecipa agli scontri per il bento.
Brunetta (茶髪?, Chapatsu)
Doppiata da: Eriko Nakamura
Conosciuta esclusivamente con il suo titolo, Brunetta è una studentessa di scuola superiore e un'attiva attaccabrighe di bento. Il suo titolo deriva dal colore dei suoi capelli. Frequenta la stessa scuola di Yō e Sen.
Kiku Matsuba (松葉 菊?, Matsuba Kiku)
Doppiata da: Sayaka Ōhara
Kiku Matsuba era una wolf dell'est all'epoca di Yū Kaneshiro. Le è stato conferito il titolo di Farfalla Monarca. Si è ritirata dagli scontri per il bento ed è ora un Dio del metà prezzo.
Tomoaki Yamahara (山原 知昭?, Yamahara Tomoaki)
Doppiato da: Nobuhiko Okamoto
Tomohara Yamahara è uno studente delle superiori e leader dei dogs che ha tentato di convincere Yō e Hana a unirsi a loro.
Hiroaki Uchimoto (内本 宏明?, Uchimoto Hiroaki)
Doppiato da: Yūichi Iguchi
Un compagno di classe di Yō. È un masochista e, quando vede Yō quando viene picchiato da Ume, chiede al ragazzo se abbia provato piacere nell'essere maltrattato e talvolta lo reputa fortunato.
Hercules (ヘラクレス?, Herakuresu)
Doppiato da: Akira Ishida
Noto come il "Bastone di Hercules", è un wolf doppiogiochista che tre anni prima dell'inizio della storia era riuscito a far escludere le gemelle Sawagi dagli scontri per il bento. Reputandole imbattibili, Hercules aveva deciso di mettersi d'accordo con gli altri wolves per consentire alle due ragazze di prendere il bento a loro scelta, garantendo ad entrambe una vittoria assicurata, ma senza alcun merito, portando di conseguenza al loro ritiro dalle scene. Tre anni dopo, Hercules, venuto a conoscenza che le sorelle Sawagi avevano ricominciato a partecipare alle risse per il bento, riesce quasi ad escludere nuovamente le due dalle competizioni, ma l'intervento di Yō finirà per sventare il suo piano.

## Media

### Light novel
Ben-Tō è iniziato come una serie di light novel scritta da Asaura, con le illustrazioni di Kaito Shibano. Il primo volume fu pubblicato il 22 febbraio 2008 sotto l'etichetta Super Dash Bunko di Shūeisha. In tutto sono stati pubblicati dodici romanzi principali della serie, l'ultimo uscito il 25 febbraio 2014, oltre a tre collezioni di storie brevi. Altre storie brevi sono state pubblicate online sul sito ufficiale della Super Dash Bunko e in Super Dash Manga Program, un volume separato incluso nella rivista per manga seinen Jump Square di Shueisha.

#### Volumi
| Nº  | Data di prima pubblicazione | Data di prima pubblicazione | Data di prima pubblicazione |
| Nº  | Giapponese                  | Giapponese                  |                             |
| --- | --------------------------- | --------------------------- | --------------------------- |
| 1   | 22 febbraio 2008            | ISBN 978-4-08-630405-4      |                             |
| 2   | 25 giugno 2008              | ISBN 978-4-08-630430-6      |                             |
| 3   | 23 gennaio 2009             | ISBN 978-4-08-630467-2      |                             |
| 4   | 24 luglio 2009              | ISBN 978-4-08-630495-5      |                             |
| 5   | 22 gennaio 2010             | ISBN 978-4-08-630528-0      |                             |
| 5.5 | 23 aprile 2010              | ISBN 978-4-08-630551-8      |                             |
| 6   | 25 agosto 2010              | ISBN 978-4-08-630561-7      |                             |
| 7   | 25 febbraio 2011            | ISBN 978-4-08-630594-5      |                             |
| 7.5 | 22 luglio 2011              | ISBN 978-4-08-630622-5      |                             |
| 8   | 22 dicembre 2011            | ISBN 978-4-08-630650-8      |                             |
| 9   | 22 giugno 2012              | ISBN 978-4-08-630680-5      |                             |
| 9.5 | 25 ottobre 2012             | ISBN 978-4-08-630705-5      |                             |
| 10  | 25 aprile 2013              | ISBN 978-4-08-630734-5      |                             |
| 11  | 21 novembre 2013            | ISBN 978-4-08-630760-4      |                             |
| 12  | 25 febbraio 2014            | ISBN 978-4-08-630773-4      |                             |

### Manga
Un adattamento a manga disegnato da Kaito Shibano e intitolato Ben-Tō Zero: Road to Witch è composto da cinque capitoli, serializzati tra il primo numero di Super Dash Manga Program, allegato al numero doppio di maggio/giugno 2011 di Jump Square venduto il 21 aprile 2011, e il numero allegato al numero di ottobre 2011 di Jump Square uscito il 3 settembre 2011. Un singolo volume in formato tankōbon fu pubblicato il 25 ottobre 2011. Un altro manga, disegnato anch'esso da Shibano e intitolato Ben-Tō Another: Ripper's Night, è stato serializzato dal numero di debutto di dicembre 2011 della rivista Super Dash & Go! di Shueisha uscito il 25 ottobre 2011 a quello di ottobre 2012 uscito il 25 agosto 2012.

### Anime
Una serie televisiva anime di 12 episodi basata sull'originale serie di light novel è stata annunciata il 27 febbraio 2011 e prodotta da David Production e diretta da Shin Itagaki. Dato che la rappresentazione del bentō è un punto culminante dell'opera originale, è stato necessario avere un direttore dell'animazione appositamente per il bento. Inoltre rendere al meglio un bento nelle scene ambientate al buio era difficile e ha richiesto molta abilità. La serie è stata ufficialmente sponsorizzata da Sega e Otsuka Pharmaceutical e presenta prodotti reali come la console Sega Saturn, la versione Sega Saturn del videogioco Virtua Fighter 2 e cibi nutrizionali CalorieMate e SOYJOY. La serie, composta da 12 episodi, è stata trasmessa per la prima volta in Giappone dal 9 ottobre al 25 dicembre 2011 su TV Aichi, MBS, tvk, Animax e AT-X. Le sigle d'apertura sono Live for Life: Ōkamitachi no yoru (LIVE for LIFE 〜狼たちの夜〜? lett. "VIVI per la VITA ~La notte dei lupi~") di Aimi (per gli episodi 1-3 e 5-12) e Treasure! (lett. "Tesoro!") di Emiri Katō (utilizzata solo per l'episodio 4) mentre quella di chiusura è Egao no hōsoku (笑顔の法則? lett. "Le regole del sorriso") di Mariya Ise. Nei piani originari della produzione era stato pensato di realizzare più sigle d'apertura e chiusura per i singoli episodi, ma alla fine l'unico a presentarne una differente è stato l'episodio 4, che è un residuo di quell'idea. Gli episodi sono stati raccolti in 6 volumi Blu-ray e DVD pubblicati in Giappone dal 21 dicembre 2011 al 16 maggio 2012. Il 19 marzo 2014 è stato pubblicato in edizione limitata un box denominato Ben-To Blu-ray Hungry BOX contenente tutti i 12 episodi su 6 BD.

#### Episodi
| Nº | Titolo italiano (traduzione letterale) Giapponese 「Kanji」 - Rōmaji | In onda          | In onda |
| Nº | Titolo italiano (traduzione letterale) Giapponese 「Kanji」 - Rōmaji | Giapponese       |         |
| 1  | Appiccicoso! Bento al natto e al riso al formaggio-soffocato Okra, 440kcal 「ネバれ, 納豆オクラ丼ぶっかけチーズトッピング弁当 440kcal」 - Nebare, nattō Okura don bukkake chīzu Toppingu bentō yonhyakuyonjū kiro karorī | 8 ottobre 2011   |         |
| 1  | Yō Satō si ritrova colpito sul pavimento di un supermercato e l'ultima cosa che ricorda è che stava per comprare del bento a metà prezzo. Il giorno dopo, a scuola, incontra una ragazza con i capelli argentati che gli dice di non andare più al supermercato. Yō decide comunque di tornarci, questa volta insieme a un'altra studentessa, Hana Oshiroi, ma viene nuovamente picchiato da vari clienti che si contendono il bento a metà prezzo. L'indomani, decide di agire in modo più strategico e assiste a una battaglia senza esclusione di colpi per il bento a metà prezzo, dominata dalla ragazza dai capelli d'argento, Sen Yarizui. Dopo che la battaglia si conclude con una sconfitta totale per Yō, Sen gli dice di venire nella sala del Club del Metà Prezzo. |                  |         |
| 2  | Bento al miso-gusto sgombro, 674 kcal 「サバの味噌煮(みそに)弁当 674kcal」 - Saba no miso ni bentō roppyakunanajūyon Kiro Karorī | 15 ottobre 2011  |         |
| 2  | Sen iscrive Yō e Hana al Club del Metà Prezzo e li inizia ad allenare per la lotta del bento. Durante una visita al supermercato incontrano il "Cinghiale Gigante", una donna grassa che prende i bento a metà prezzo prima che la battaglia inizi. Il giorno dopo, Yō incontra Yū Kaneshiro detto il "Mago" che lo incoraggia a resistere al Cinghiale affinché la battaglia dei bento si svolga in modo leale. Yō capisce cosa sia l'orgoglio dei "wolves" e ottiene la sua prima vittoria, aggiudicandosi un bento con un sigillo d'onore dal "Dio del metà prezzo". Yō torna quindi nella sala del club, dove Sen si congratula con lui per la sua prima vittoria e gli mostra un album in cui annota i vari vincitori che si sono susseguiti nel tempo, quindi gli fa incollare il suo sigillo all'interno. Alla fine i due ragazzi decidono di degustarsi i rispettivi bento nella sala del club.                                                                                                |                  |         |
| 3  | Bento cotoletta al formaggio e curry 1080kcal 「大盛りチーズカツカレー 1080kcal」 - Ōmori chīzukatsukarē senhachijū Kiro Karorī | 22 ottobre 2011  |         |
| 3  | Quando Yō e Hana vanno al supermercato, incontrano un membro del club di kendo di nome Yamahara, che li invita ad unirsi al suo gruppo: la Gang dei Segugi, un gruppo che grazie al lavoro di squadra riesce ad ottenere i bento a metà prezzo. Mentre Yō e Hana fanno un periodo di prova con il gruppo, Yō pensa che i bento che ottiene con questo metodo non siano così buoni come pensa. Dopo aver ricordato i vecchi tempi, Yō rifiuta l'offerta di Yamahara, rendendosi conto che il cibo è più buono quando si lotta per ottenerlo. Avendo compreso il vero significato del bento a metà prezzo, Sen dà a Yō e Hana le chiavi della sala del club. La mattina dopo, Yō trova sua cugina, Ayame Shaga, che dorme nel suo letto. |                  |         |
| 4  | Bento di cinghiale allo zenzero 852kcal 「豚肉生姜(しょうが)焼き弁当 852kcal」 - Butaniku Shōgayaki Bento happyakugojūni Kiro Karorī | 29 ottobre 2011  |         |
| 4  | Ayame si rivela essere la cugina di Yō e una wolf, chiamata "la Bellezza del Lago" che ha intenzione di sfidare Sen. Ayame accompagna Yō e Sen ad una battaglia per il bento, dove le due si ritroveranno a lottare per lo stesso bento. Mentre Sen riesce a sconfiggere Ayame e a reclamare il suo bento, Yō si ritrova ad affrontare un avversario difficile, ma alla fine riesce ad avere la meglio. |                  |         |
| 5  | Zuppa di salmone di Hokkaido 326kcal 「北海道の鮭を使ったあら汁 326kcal」 - Hokkaido no sake o tsukatta ara-jiru sanbyakunijūroku Kiro Karorī | 5 novembre 2011  |         |
| 5  | Yō va a trovare Ayame nella sua scuola, dove conosce Asebi Inoue, una ragazza che porta sfortuna a chiunque tocca. In seguito Yō, Ayame, Sen e Hana si dirigono al Ralph Store, un supermercato del territorio orientale. Qui Yō si ritrova contro Ren Nikaidō, che fa parte di un gruppo noto come Gabriel Ratchet, e viene duramente sconfitto da Tadaki Endō detto il "Monarca". Dopo che Yō ha ripreso conoscenza, Ayame spiega che Endō cerca di vendicarsi per un vecchio affronto, mentre Sen si chiede perché non abbia avvertito Yō della minaccia di Endō. |                  |         |
| 6  | Bento frittura speciale di Hokkaido 795kcal 「特製ザンギ弁当 795kcal」 - Tokusei zangi bento nanahyakukyūjūgo Kiro Karorī | 12 novembre 2011 |         |
| 6  | Sen chiama a raccolta gli wolves del territorio occidentale e decide di andare al Ralph Store per affrontare il Monarca. Ayame intanto riesce a scoprire qual è il suo vero obiettivo. In passato, Yū aveva trionfato su Matsuba, la precedente farfalla monarca, e Endō, il suo successore, vuole vendicarsi di chi ha succeduto Yū, ovvero Sen. Mentre Ayame avverte Yō di tutto ciò, Sen, che è stata duramente ferita dai Gabriele Ratchet, arriva al Ralph Store per affrontare Endō. Ren, dispiaciuto per le parole di disappunto pronunciate da Matsuba, l'attuale Dio del metà prezzo, cerca di fermare Endō, ma viene messo al tappeto. Mentre inizia la rissa, arrivano Yō e Ayame e insieme riescono a sconfiggere Endō. In seguito, Ren segue il consiglio di Matsuba e inizia a vivere per se stesso. Nel frattempo, Yū lascia il Paese per studiare all'estero e Matsuba lo saluta, dopo aver ricordato la loro rissa a colpi di bento e aver discusso del piano di Endō per succederle. |                  |         |
| 7  | Bento "ometette" 752kcal e bento Loco Mococky 1100kcal 「オムっぱい弁当 752kcalとロコもっこり弁当 1100kcal」 - omu ppai bento 752 kcal to Roko Mokkori bento senhyaku Kiro Karorī | 19 novembre 2011 |         |
| 7  | Matsuba dà a Yō, Sen, Ayame e Hana dei biglietti per entrare in una piscina all'aperto, dove incontrano anche Ren. In seguito scoprono che anche lì vendono i bento a metà prezzo, in un tipo di competizione unica. Mentre le onde costituiscono un feroce campo di battaglia, Yō riesce a raggiungere la sua preda, anche se non senza risultati imbarazzanti. |                  |         |
| 8  | Bento Hamburger all'erba cipollina 765kcal 「たっぷりニラハンバーグ弁当 765kcal」 - Tappuri Nira Hamburger bento nanahyakurokujūgo Kiro Karorī | 26 novembre 2011 |         |
| 8  | Yō viene ricoverato in ospedale dopo essere caduto dal quinto piano per proteggere il Sega Saturn che Sen ha lanciato fuori dalla finestra. Intanto, due sorelle gemelle della scuola di Ayame, entrambe chiamate Kyō Sawagi, si infiltrano nell'ospedale per incontrare la Strega di Ghiaccio. Le due però scambiano Yō per Sen in quanto quasi del tutto bendato ed eseguono su di lui alcune curiose ispezioni, portando il caos in tutto l'ospedale quando scoprono la verità su chi hanno di fronte. |                  |         |
| 9  | Bento carni assortite stile Giappone occidentale 2910kcal e bento porridge fumante 340kcal 「西洋和風幕の内詰め合わせ重 2910kcalとほっこりおかゆ弁当 340kcal」 - Seiyō Wafū Maku no Nai-Tsumeawase-jyū Bento 2910kca to Hokkori Akayu Bento sanbyakuyonjū Kiro Karorī | 3 dicembre 2011  |         |
| 9  | Asebi decide di preparare un bento per Yō, ma il risultato è che ogni ingrediente ha un gusto completamente diverso. Ume incontra le sorelle Sawagi per parlare dei comportamenti di Yō e Ayame nell'altra scuola. Alla sera, mentre Hana ha un incidente con il computer mentre sta finendo uno dei suoi romanzi erotici, Ume crede che si sia ammalata e va da lei per curarle la "febbre". Nel farlo, scopre uno dei libri perversi di Hana su cui aveva incollato alcune foto ritraenti il volto di Yō. A scuola, Ume colpisce ancora una volta Yō, nonostante questi gli abbia rivelato la passione di Hana nello scrivere di romanzi yaoi. |                  |         |
| 10 | Era un caldo, dolce sapore che mi ricordava mia nonna. Un piatto giapponese buono sia per il corpo sia per il cuore. Bento di prugne e sardine essiccate su riso con verdure di stagione stufate 480kcal 「それは昔祖母の家で食べた温かで優しい味わい。心にも体にも優しい和の料理。梅とちりめんじゃこご飯と季節の野菜たっぷりの煮物弁当 480kcal」 - Sore wa mukashi sobo no ie de tabeta atatakade yasashī ajiwai. Kokoro ni mo karada ni mo yasashī wa no ryōri. Ume to chiri men ja ko gohan to kisetsu no yasai tappuri no nimono bentō yonhyakuhachijū Kiro Karorī | 10 dicembre 2011 |         |
| 10 | Ayame incontra Ren, che le parla di Orthros, un duo che attacca altri wolves e dopo averli sconfitti mette un cestino sulla loro testa. Al suo ritorno nelle battaglie, Yō viene sconfitto dalle sorelle Sawagi. Il giorno dopo, quando Yō, Sen, Ayame e gli altri si riuniscono in un supermercato per una rissa di bento, Sen si ritrova presto attaccata dalle sorelle e, nonostante l'aiuto degli altri, subisce una dura sconfitta. |                  |         |
| 11 | Pocari Sweat 125kcal 「ポカリスエット 125kcal」 - Pokari Suetto hyakunijūgo Kiro Karorī | 17 dicembre 2011 |         |
| 11 | Yō va a trovare Sen, che è stata assente da scuola per un raffreddore. I due discutono del piano per battere le sorelle Sawagi e ottenere dei bento di anguilla. Yō e Ren scoprono da Ayame che le due sono figlie del proprietario di un supermercato di Yumehiro e che erano sparite dalle battaglie per i bento da tre anni. Ren si reca a Yumehiro per saperne di più, mentre Ayame trasmesse il messaggio di Sen alle gemelle, anche se il raffreddore di Sen è peggiorato. Ren scopre che tre anni fa le gemelle sono state cacciate da Yumehiro da un attaccabrighe noto come il Bastone di Hercules. |                  |         |
| 12 | Bento all'anguilla 790kcal 「国産うなぎ弁当 790kcal」 - Kokusan unagi bentō nanahyakukyūjū Kiro Karorī | 24 dicembre 2011 |         |
| 12 | Nonostante la febbre, Sen vuole comunque andare alla battaglia per i bento, ma Yō la lascia dormire e va al suo posto. Lungo la strada incontra Hercules, che gli fa una proposta che lo fa scappare. Quando le gemelle arrivano al negozio, incontrano Hercules, che sta forzando la collaborazione degli altri wolves per escluderle dalla lotta, proprio come aveva fatto tre anni prima. Tuttavia, Yō torna indietro, dopo aver corso in giro per le strade per farsi venire l'appetito, e ricorda agli altri wolves il motivo per cui combattono e li convince a farlo lealmente. Dopo aver battuto Hercules, Yō riesce a convincere le gemelle a partecipare alla lotta, dove le due vengono sconfitte e Yō vince il sigillo in premio da condividere con Sen. |                  |         |

### Programma radiofonico
Un programma radiofonico, intitolato "Ben-Tō" RADIO "Radi-o" (『ベン・トー』 RADIO 『ラジ・オー』』?, “Ben-tō” redio “Raji-ō” ”), è andato in onda sull'emittente radiofonica HiBiKi Radio Station dal 28 settembre al 31 dicembre 2011 per un totale di 14 puntate. Il programma era condotto da Hiro Shimono e Mariya Ise, rispettivamente doppiatori di Yō e Sen.

### Videogioco
Un videogioco di carte per smartphone intitolato Ben tō-sen tte kue!! (ベン・トー 戦って食え!!?) e sviluppato da Bullseye, è stato reso disponibile sul servizio Mobage il 13 febbraio 2012. Il servizio è terminato nell'estate dello stesso anno.

## Accoglienza
Il Mainichi Shinbun ha riferito che a marzo 2011, oltre 550 000 copie delle light novel sono state vendute in Giappone. La serie di romanzi si è inoltre classificata tre volte nella guida Kono light novel ga sugoi! di Takarajimasha, rispettivamente all'ottavo posto nel 2010, al quinto nel 2011 e al terzo nel 2012.
Theron Martin di Anime News Network ha assegnato alla serie anime come valutazione un A-. Nonostante abbia riscontrato alcune incongruenze con l'animazione in alcuni punti, Martin ha però elogiato la serie per le sue scene d'azione, la colonna sonora e l'umorismo, concluse la recensione affermando che "Guardare Ben-Tō sicuramente non affaticherà il tuo cervello e non approfondisce temi più complicati del valore dell'integrità, o promuovere una passione per la vita. Indipendentemente da ciò, è un piccolo spettacolo piuttosto divertente". Aiden Foote di THEM Anime Reviews ha visto il potenziale nella premessa della storia ma ha trovato le scene di combattimento e l'umorismo come carenti, lasciando il posto a personaggi che vanno dall'odioso (Ume e le sorelle Kyo) a inutili (Hana e Shaga), sostenendo che "In definitiva, il mio dispiacere nei confronti della serie sta profondamente nella delusione, non perché non sia eccezionale (non me lo sarei mai aspettato) ma non è nemmeno bella. Senza i personaggi stupidi e l'umorismo stupido, avrei potuto davvero godermi questa stupida piccola serie per tutto quello che valeva".